# Karl Lindberg
Karl Lindberg (* 14. Mai 1906; † 23. Mai 1988) war ein schwedischer Skilangläufer.
Lindberg, der für den Trångsvikens IF startete, holte bei den Nordischen Skiweltmeisterschaften 1931 in Oberhof die Bronzemedaille über 50 km. Zudem errang er dort den vierten Platz über 18 km. Im Jahr 1936 wurde er schwedischer Meister über 50 km. Drei Jahre später lief er beim Wasalauf auf den neunten Platz.